# Bertrand Baguette
Bertrand Marcel Nicolas Baguette (ur. 23 lutego 1986 roku) – belgijski kierowca wyścigowy.

## Kariera
Baguette karierę rozpoczął, jak większość kierowców, od kartingu, w wieku 14 lat. Po jej zakończeniu postanowił rozpocząć poważną karierę wyścigową, debiutując w 2004 roku w belgijskiej oraz francuskiej Formule Renault. Wygrał w nich łącznie trzy wyścigi. 
W latach 2005–2006 brał udział w bardziej prestiżowym Europejskim Pucharze Formuły Renault. W pierwszym podejściu zajął ósme miejsce, natomiast w drugim był czwarty. 
W latach 2007–2009 startował już w najwyższej serii tej kategorii - World Series by Renault. W ostatnim podejściu, w zespole International DracoRacing, wygrawszy pięć wyścigów, zdobył tytuł mistrzowski, na rundę przed końcem sezonu. W ramach nagrody, tak samo, jak poprzedni mistrzowie tego serialu, dostał szansę udziału w testach Formuły 1 od zespołu Renault, które odbyły się w pierwszych trzech dniach grudnia. Poza startami w tym cyklu, wziął również udział w kilku wyścigach Superleague Formula oraz FIA GT, jednakże bez sukcesu. 
W sezonie 2010 występował w serii IndyCar Series, w zespole Conquest Racing. Debiut w serii Baguette nie mógł jednak zaliczyć do udanych. W ciągu piętnastu wyścigów, najlepiej spisał się na torze w Kentucky, dojeżdżając na zaledwie 10. pozycji. Ostatecznie uzyskane punkty pozwoliły mu na zajęcie odległej 22. lokaty, w końcowej klasyfikacji.
W kolejnym sezonie nie znalazł stałego zatrudnienia w IndyCar, brał jednak udział w pracach rozwojowych pojazdu Dallary. Wystartował także w wyścigu Indianapolis 500 w barwach zespołu Rahal Letterman Lanigan Racing, zajmując w nim dobre siódme miejsce.
W 2011 zaczął też startować w wyścigach samochodów sportowych, a od 2012 startuje w serii FIA World Endurance Championship. W 2013 wygrał klasę LMP2 w wyścigu 24h Le Mans (w klasyfikacji generalnej był 7.).

## Wyniki w Formule Renault 3.5
| Legenda oznaczeń w tabelach wyników Wyświetl szablon na nowej stronie | Legenda oznaczeń w tabelach wyników Wyświetl szablon na nowej stronie                                                                     |
| Oznaczenie                                                            | Wyjaśnienie |
| --------------------------------------------------------------------- | --- |
| Złoty                                                                 | Zwycięzca lub mistrzostwo |
| Srebrny                                                               | 2. miejsce lub wicemistrzostwo |
| Brązowy                                                               | 3. miejsce lub II wicemistrzostwo |
| Zielony                                                               | Ukończył, punktował (w klasyfikacji generalnej, gdy zdobył co najmniej jeden punkt na przestrzeni sezonu, poza trzema powyższymi opcjami) |
| Niebieski                                                             | Ukończył, nie punktował (w klasyfikacji generalnej, gdy nie zdobył co najmniej jednego punktu na przestrzeni sezonu)                      |
| Czerwony                                                              | Nie zakwalifikował się (NZ) |
| Czerwony                                                              | Nie prekwalifikował się (NPK) |
| Różowy                                                                | Nie ukończył (NU) |
| Różowy                                                                | Niesklasyfikowany (NS) (w klasyfikacji generalnej, gdy nie został sklasyfikowany w żadnym wyścigu sezonu)                                 |
| Czarny                                                                | Zdyskwalifikowany (DK) |
| Czarny                                                                | Wykluczony (WYK/EX) |
| Biały                                                                 | Nie wystartował (NW) |
| Biały                                                                 | Kontuzjowany (K/INJ) |
| Biały                                                                 | Wyścig odwołany (OD/C) |
| Bez koloru                                                            | Został wycofany (WYC/WD) |
| Bez koloru                                                            | Nie przybył (NP/DNA) |
| Bez koloru                                                            | Nie brał udziału w treningach (NT/DNP) |
| Bez koloru                                                            | Nie został zgłoszony (–) |
| Pogrubienie                                                           | Start z pole position |
| Kursywa                                                               | Najszybsze okrążenie wyścigu |
| †                                                                     | Nie ukończył, ale jego rezultat został zaliczony ze względu na przejechanie więcej niż 90% dystansu wyścigu.                              |
| *                                                                     | Sezon w trakcie |
| 1/2/3                                                                 | Punktowana pozycja w sprincie kwalifikacyjnym                                                                                             |
| Lista systemów punktacji Formuły 1                                    | |

| Rok  | Zespół                    | Wyniki w poszczególnych eliminacjach | Wyniki w poszczególnych eliminacjach | Wyniki w poszczególnych eliminacjach | Wyniki w poszczególnych eliminacjach | Wyniki w poszczególnych eliminacjach | Wyniki w poszczególnych eliminacjach | Wyniki w poszczególnych eliminacjach | Wyniki w poszczególnych eliminacjach | Wyniki w poszczególnych eliminacjach | Wyniki w poszczególnych eliminacjach | Wyniki w poszczególnych eliminacjach | Wyniki w poszczególnych eliminacjach | Wyniki w poszczególnych eliminacjach | Wyniki w poszczególnych eliminacjach | Wyniki w poszczególnych eliminacjach | Wyniki w poszczególnych eliminacjach | Wyniki w poszczególnych eliminacjach | Punkty | Pozycja |
| ---- | ------------------------- | ------------------------------------ | ------------------------------------ | ------------------------------------ | ------------------------------------ | ------------------------------------ | ------------------------------------ | ------------------------------------ | ------------------------------------ | ------------------------------------ | ------------------------------------ | ------------------------------------ | ------------------------------------ | ------------------------------------ | ------------------------------------ | ------------------------------------ | ------------------------------------ | ------------------------------------ | ------ | ------- |
| 2007 | KTR                       | ITA                                  | ITA                                  | DEU                                  | DEU                                  | MON                                  | HUN                                  | HUN                                  | BEL                                  | BEL                                  | GBR                                  | GBR                                  | FRA                                  | FRA                                  | PRT                                  | PRT                                  | ESP                                  | ESP                                  | 34     | 17      |
| 2007 | KTR                       | 18                                   | NU                                   | 11                                   | NU                                   | 12                                   | NU                                   | 17                                   | 5                                    | NU                                   | 3                                    | NU                                   | NU                                   | 13                                   | 20                                   | NU                                   | 8                                    | 2                                    | 34     | 17      |
| 2008 | International DracoRacing | ITA                                  | ITA                                  | BEL                                  | BEL                                  | MON                                  | GBR                                  | GBR                                  | HUN                                  | HUN                                  | DEU                                  | DEU                                  | FRA                                  | FRA                                  | PRT                                  | PRT                                  | ESP                                  | ESP                                  | 69     | 7       |
| 2008 | International DracoRacing | NU                                   | NU                                   | 1                                    | 11                                   | 5                                    | 6                                    | 16                                   | 4                                    | 4                                    | 5                                    | 5                                    | NU                                   | 16                                   | NU                                   | 4                                    | NU                                   | 4                                    | 69     | 7       |
| 2009 | International DracoRacing | CAT                                  | CAT                                  | BEL                                  | BEL                                  | MON                                  | HUN                                  | HUN                                  | GBR                                  | GBR                                  | FRA                                  | FRA                                  | PRT                                  | PRT                                  | DEU                                  | DEU                                  | ARA                                  | ARA                                  | 155    | 1       |
| 2009 | International DracoRacing | 2                                    | NU                                   | 2                                    | 2                                    | 5                                    | 3                                    | 6                                    | 8                                    | 5                                    | 1                                    | 1                                    | 2                                    | 5                                    | 1                                    | 5                                    | 1                                    | 1                                    | 155    | 1       |

## Starty w Indianapolis 500
| Rok  | Nadwozie | Silnik | Start | Wynik | Uwagi |
| ---- | -------- | ------ | ----- | ----- | ----- |
| 2010 | Dallara  | Honda  | 24    | 22    |       |
| 2011 | Dallara  | Honda  | 14    | 7     |       |